# Cruciloculina
Cruciloculina es un género de foraminífero bentónico de la subfamilia Miliolinellinae, de la familia Hauerinidae, de la superfamilia Milioloidea, del suborden Miliolina y del orden Miliolida. Su especie tipo es Cruciloculina triangularis. Su rango cronoestratigráfico abarca desde el Plioceno hasta la Actualidad.

## Clasificación
Cruciloculina incluye a las siguientes especies:
- Cruciloculina asanoi
- Cruciloculina ericsoni
- Cruciloculina striata
- Cruciloculina triangularis

Otras especies consideradas en Cruciloculina son:
- Cruciloculina sanmiguelensis, de posición genérica incierta
- Cruciloculina singaporensis, de posición genérica incierta